# Lijst van extreme punten in Newfoundland en Labrador
Dit is een lijst van extreme punten in de Canadese provincie Newfoundland en Labrador.

## Breedte en lengte
- Meest noordelijke punt – Cape Chidley, Killiniq Island (60° 22′ 40″ NB, 64° 26′ 2″ WL[1])
- Meest zuidelijke punt – Cape Freels, Newfoundland (46° 36′ 42″ NB, 53° 33′ 37″ WL[2])
- Meest oostelijke punt – Cape Spear, Newfoundland (47° 31′ 26″ NB, 52° 37′ 13″ WL[3])
- Meest westelijke punt – naamloos punt in de taiga, Labrador (54° 01′ 32″ NB, 67° 49′ 10″ WL)

### Op het vasteland
- Meest noordelijke punt – westelijke flank van de Mont Qarqaaluk (60° 18′ 30″ NB, 64° 34′ 51″ WL)
- Meest zuidelijke punt – naamloos punt aan de kust, L'Anse-au-Clair (51° 24′ 46″ NB, 57° 02′ 1″ WL)
- Meest oostelijke punt – Cape St. Charles (52° 12′ 43″ NB, 55° 37′ 38″ WL[4])
- Meest westelijke punt – naamloos punt in de taiga (54° 01′ 32″ NB, 67° 49′ 10″ WL)

## Hoogte
- Hoogste punt – Mount Caubvick, 1.652 m boven de zeespiegel (58° 53′ 1″ NB, 63° 42′ 57″ WL[5])
- Laagste punt – kustlijn van de Atlantische Oceaan, 0 m boven de zeespiegel